# Just 5 Guys
Just 5 Guys (J5G) est un clan de catch (lutte professionnelle) composé de Sanada, Douki, Taka Michinoku, Taichi et Yuya Uemura (en). Ils sont tous sous contrat avec la New Japan Pro-Wrestling (NJPW).
Le clan s'est formé en janvier 2023 sous le nom de Just 4 Guys (J4G), composé de Taichi, Taka Michinoku, Douki et Yoshinobu Kanemaru à la suite de la dissolution du Suzuki-gun, leur précédent clan. Deux mois plus tard, le clan recrute Sanada et prend son nom actuel.

## Origines
Taichi et Michinoku se rencontrent pour la première fois en décembre 2010 en rejoignant tous les deux le Kojima-gun, clan qui s'est transformé en Suzuki-gun après que les membres se soient retournés contre Satoshi Kojima et aient nommé Minoru Suzuki comme leur nouveau chef. Au sein du Suzuki-gun, Michinoku et Taichi font équipe et combattent dans la division junior par équipe de la NJPW, et gagnent le championnat par équipe poids lourds junior IWGP, avant que Taichi ne passe chez les poids lourds en mars 2018. Pendant ce temps, en février 2016, le Suzuki-gun envahit la Pro Wrestling NOAH et recrute Kanemaru dans ses rangs, qui signe avec la NJPW en janvier 2017. Douki rejoint Suzuki-gun en mai 2019, recruté par Taichi. Les quatre lutteurs sont restés membres du Suzuki-gun jusqu'à la dissolution du clan en décembre 2022.

## Histoire
Le 5 janvier 2023, lors du New Year Dash, Michinoku, Taichi, Douki et Kanemaru forment le groupe Just 4 Guys dans le but d'atteindre le sommet de la NJPW,. Le 4 février, au New Beginning à Sapporo, Taichi perd contre Will Ospreay dans un match en simple. Lors du même événement, Douki et Yoshinobu Kanemaru défient Catch 2/2 (Francesco Akira et TJP) pour le championnat IWGP Junior Heavyweight Tag Team, mais perdent,.
En mars, Sanada, alors membre de Los Ingobernables de Japon, participe à la New Japan Cup. Après avoir battu son allié et leader de LIJ, Tetsuya Naito, en quarts de finale, il quitte Los Ingobernables de Japon et a rejoint le nouveau clan, connu à présent sous le nom Just 5 Guys,. Sanada bat David Finlay en finale du tournoi et bat, un mois plus tard, Kazuchika Okada pour le championnat du monde poids lourds IWGP à Sakura Genesis,,. Après que Sanada ait remporté le titre, il est confronté par son ancien coéquipier Hiromu Takahashi, qui cherchait une chance à son titre mondial poids lourds. Sanada accepte, mais seulement si Kanemaru obtient une chance au titre au championnat IWGP Junior Heavyweight de Takahashi, ce que Takahashi accepte à son tour. Le 27 avril, Kanemaru perd contre Takahashi. Deux jours plus tard, à Wrestling Satsuma no Kuni, Taichi bat Takagi pour remporter le championnat KOPW.
Après que Takahashi ait conservé le titre contre Kanemaru, il affronte Sanada à Wrestling Dontaku, où Sanada défend avec succès sa ceinture. Après le match, Sanada et le reste de Just 5 Guys se font attaquer par un nouveau membre du LIJ, Yota Tsuji, qui défie Sanada pour son titre,. Le lendemain de l'événement, Sanada conserve son titre contre Tsuji. Dans le cadre du partenariat de la NJPW avec la All Elite Wrestling (AEW), Douki fait ses débuts à l'AEW lors de l'épisode du 23 juin d' AEW Rampage, perdant face à "Jungle Boy" Jack Perry. Ce dernier fait face à Sanada deux jours plus tard à Forbidden Door, pour le championnat IWGP de Sanada, qui conserve son titre,. Le 24 septembre, lors de Destruction in Kobe, Kanemaru trahit le clan et rejoint House of Torture. Le 1er octobre, Sanada revèle qu'un nouveau membre sera annoncé à Destruction in Ryogoku pour conserver le nom actuel du clan au lieu de revenir à Just 4 Guys. Le 9 octobre, Yuya Uemura est révélé comme le nouveau membre de Just 5 Guys, faisant équipe avec Taichi et Douki pour battre Sho, Yujiro Takahashi et Kanemaru.

## Membres
| * | Membre fondateur |
| ☆ | Chef             |

### Actuels
| Membre           | Membre | Arrivée        |
| ---------------- | ------ | -------------- |
| Douki            | *      | 5 janvier 2023 |
| Taï chi          | *      | 5 janvier 2023 |
| Taka Michinoku   | *      | 5 janvier 2023 |
| Sanada           | ☆      | 17 mars 2023   |
| Yuya Uemura (en) |        | 9 octobre 2023 |

### Anciens
| Membre             | Membre | Arrivée        | Départ            |
| ------------------ | ------ | -------------- | ----------------- |
| Yoshinobu Kanemaru | *      | 5 janvier 2023 | 24 septembre 2023 |

## Palmarès
- Pro Wrestling Illustrated
  - Sanada classé 11e du PWI 500 en 2023 [24]
  - Taichi classé 334e du PWI 500 en 2023 [24]
- New Japan Pro-Wrestling
  - Championnat du monde poids lourds IWGP (1 fois) – Sanada
  - Championnat poids lourds junior IWGP (1 fois, actuel) – Douki
  - New Japan Cup (2023) – Sanada
  - Championnat KOPW (2 fois) – Taichi (1), Uemura (1)